# 束纹小头蛇
束纹小头蛇（学名：Oligodon fasciolatus），一种分布于东南亚中南半岛及中国云南省南部的爬行动物，隶属于游蛇科小头蛇属。

## 形态特征
束纹小头蛇头背、体背及尾背均为浅棕黄色，部分背鳞具有黑色边缘，在背部形成稀疏的网状斑纹。头背到颈部具有典型的镶黑边棕色“灭”字形斑纹。头腹、体腹和尾腹面均为白色，无斑纹。

## 保护
本种于2023年被收录入《有重要生态、科学、社会价值的陆生野生动物名录》。